# Jason Crump
Jason Crump (* 6. srpna 1975 Bristol, Spojené království) je australský plochodrážník, několikanásobný mistr světa a dvojnásobný vítěz Zlaté přilby z Pardubic.

## Úspěchy
- 1994 - Juniorské mistrovství světa - 1. místo
- 1995 - Juniorské mistrovství světa - 1. místo
- 2000 - Mistrovství světa - 4. místo
- 2001 - Mistrovství světa - 2. místo
- 2002 - Mistrovství světa - 2. místo
- 2003 - Mistrovství světa - 2. místo
- 2004 - Mistrovství světa - 1. místo
- 2005 - Mistrovství světa - 2. místo
- 2006 - Mistrovství světa - 1. místo
- 2007 - Mistrovství světa - 3. místo
- 2008 - Mistrovství světa - 2. místo
- 2009 - Mistrovství světa - 1. místo
- 2010 - Mistrovství světa - 3. místo